# Socjalizm arabski
Socjalizm arabski – doktryna polityczna arabskich intelektualistów zapoczątkowana w XIX wieku. Idee socjalizmu w świecie arabskim mają dość bogatą, sięgającą dwa stulecia wstecz, tradycję. Ich propagatorami byli arabscy intelektualiści, którzy w czasie swoich podróży, studiów i pobytu w Europie zapoznali się z wczesnymi ideami utopijnego socjalizmu, a także rozwijającym się ruchem robotniczym oraz jego ideologią. Atrakcyjność głoszonych haseł zyskiwała na znaczeniu głównie w kołach zorientowanych na Zachód zwolenników zasadniczych reform w społeczeństwie muzułmańskim, zorganizowanym w myśl tradycyjnych reguł islamu. 
Współczesnymi propagatorami byli głównie przedstawiciele mniejszości religijnych występujących często z pozycji walki o tolerancję religijną.

## Geneza idei socjalistycznych w świecie arabskim
Początków wczesnych idei socjalistycznych należy więc upatrywać we wzajemnych kontaktach między socjalistami Zachodu i Wschodu. Idee te, podobnie jak pojęcia nacjonalizmu czy demokracji, zapożyczone zostały z europejskiej myśli politycznej trafiając na podatny grunt w XIX wieku, który zaznaczył się w historii świata arabskiego jako wiek przebudzenia i kształtowania świadomości narodowej, a także jako okres działalności wielkich reformatorów islamu, usiłujących przystosować społeczeństwo do nowej epoki po kilku wiekach stagnacji i marazmu.
Między 1833 a 1835 rokiem europejscy saint-simoniści wysłali misję propagandową do Stambułu i Egiptu. Późniejsi podróżnicy stwierdzali, że zetknęli się tam z ludźmi zorientowanymi w kwestiach socjalizmu europejskiego. Wielki myśliciel egipski Rifaat at-Tahtawi (1801-1873), który przebywał na studiach w Paryżu w latach 1826-1831, zapoznał się z ideami socjalistycznymi i przedstawił je w jednej ze swych prac już w 1869 r.
Jednakże ostrze niechęci czy wrogości narodów wschodnich kierowało się wówczas głównie przeciwko europejskiej dominacji imperialistycznej, a mniej interesowało się koniecznością dokonania wewnętrznych przeobrażeń społeczno politycznych. Niektórzy reformatorzy próbowali wykorzystywać islam w celu oddziaływania na najszersze masy. Odrzucali więc idee socjalistyczne jako szkodliwe dla jedności narodowej, związane z ideologiami niereligijnymi i przedwczesne dla świadomości społecznej. Takie stanowisko reprezentował np. głośny reformator islamu i przeciwnik imperializmu Dżamal ad-Din al-Afghani około 1870 roku, czy postępowy nacjonalista egipski Ahmad Lutfi as-Sajjid (1871-1963).
Inni, choć nieliczni, ale kierujący się myślą naukową i pozytywistyczną, zdobytą w zetknięciu z postępowymi prądami Europy tych czasów, szli dalej, widząc możliwość rozwiązania skomplikowanych problemów rozwojowych społeczeństw arabskich jedynie w adaptacji rozwiązań socjalistycznych.
Do pierwszych prekursorów tych idei na gruncie arabskim zaliczyć należy znanego materialistę odrzucającego tradycjonalistyczne poglądy oparte na religii i zasadach Koranu – Szibli asz-Szumajjila (1860-1917), który skonkretyzował swe zapatrywania na przebudowę społeczeństwa muzułmańskiego w początkach dwudziestego wieku, a także wybitną postać tego okresu – Salamę Musę (1887-1958).
Recepcja idei socjalistycznych w świecie arabskim dokonywała się na drodze kontaktów z myślą europejską w trudnych i specyficznych warunkach braku niepodległości politycznej, głębokiego przywiązania do tradycji i dominującego we wszystkich dziedzinach życia islamu. Istniała tutaj również innego rodzaju prawidłowość: większość wyjeżdżających na studia do Europy pochodziła z rodzin zamożnych, a tylko nieliczni z uboższych. Ci ostatni byli naturalnie podatniejsi na wpływ idei socjalistycznych, ale po powrocie z zagranicy mieli bardzo mały lub żaden wpływ na bieg wydarzeń i rozwój polityczny swych krajów.
Z czasem, gdy państwa arabskie adaptowały szereg instytucji demokratycznych na wzór europejski, władza przeszła w ręce młodych działaczy z klas wyższych, którzy pragnęli wprowadzić raczej system polityczny ściśle odpowiadający istniejącym modelom europejskim niż proponowany przez radykałów, za jakich uchodzili socjaliści. Wybitną postacią tego wczesnego okresu był Szibil  asz-Szumajjil, Arab-chrześcijanin. Był działaczem ruchu modernistycznego – odrodzenia czy przebudzenia arabskiego – zarazem pierwszym działaczem, który naukowo wyjaśniał doktrynę socjalizmu, chociaż sama idea była już częściowo znana arabskim myślicielom.
Pod wpływem myśli asz-Szumajjila i Antuna rozpoczął swoją działalność właściwy twórca socjalizmu egipskiego, Salama Musa, także wyznania chrześcijańskiego (kopt). Zwalczając brak tolerancji religijnej wśród muzułmanów i stagnację intelektualną w krajach arabskich znalazł on w socjalizmie i teorii ewolucji ujście i dojście na istniejące warunki społeczne. Jego zainteresowanie ideą socjalizmu pogłębiło się w trakcie pobytu w Europie w latach 1908-1911. „Socjalizm – zauważał – jest nowym sposobem widzenia rzeczy, który jaskrawo przedstawił mi sytuację 
biednych klas Egiptu, a zatem rozwój socjalizmu w naszym kraju stał się przedmiotem mojego zainteresowania”. W 1909 r. poznał Keira Hardie, lidera Niezależnej Partii Pracy i członka parlamentu, który wywarł na nim wielkie wrażenie. Pisał później na ten temat: „Kiedy się z nim spotkałem, powiedział mi, że jest socjalistą, i że socjalizm zwycięży najpierw w Europie, a potem rozprzestrzeni się na inne części świata. Dodawał, że imperializm brytyjski musi się skończyć w Egipcie, jak też w Indiach, i że jest naszym obowiązkiem, naszym pierwszym patriotycznym obowiązkiem w Egipcie wyrzucić Anglików, po czym będziemy mogli przeprowadzić reformy społeczne”. Poglądy te wywarły wielkie wrażenie na Musie, który po powrocie do Egiptu zaczął propagować socjalizm i idee liberalne na łamach prasy egipskiej.
We wczesnych latach rozwoju arabskiej myśli socjalistycznej nie podejmowano właściwie jakiejś krytycznej, twórczej polemiki z głoszonymi teoriami utopijnymi, ponieważ większość pisarzy była bardziej zainteresowana kwestiami religijnymi i narodowymi. Do pierwszej wojny światowej hasła i teorie pierwszych socjalistów wzbudzały bardzo małe zainteresowanie, ponieważ społeczeństwo nie było jeszcze przygotowane na przyjęcie tak liberalnych idei, biorąc pod uwagę specyfikę sytuacji, niezwykle głęboko zakorzeniony tradycjonalizm religijny i niski stopień świadomości politycznej. Mimo to stanowiły one istotny zaczątek myśli socjalistycznej, która w pełniejszej postaci stała się przedmiotem zainteresowań następnej generacji działaczy i myślicieli.

## Baasizm – polityczna doktryna Socjalistycznej Partii Odrodzenia Arabskiego – Baas

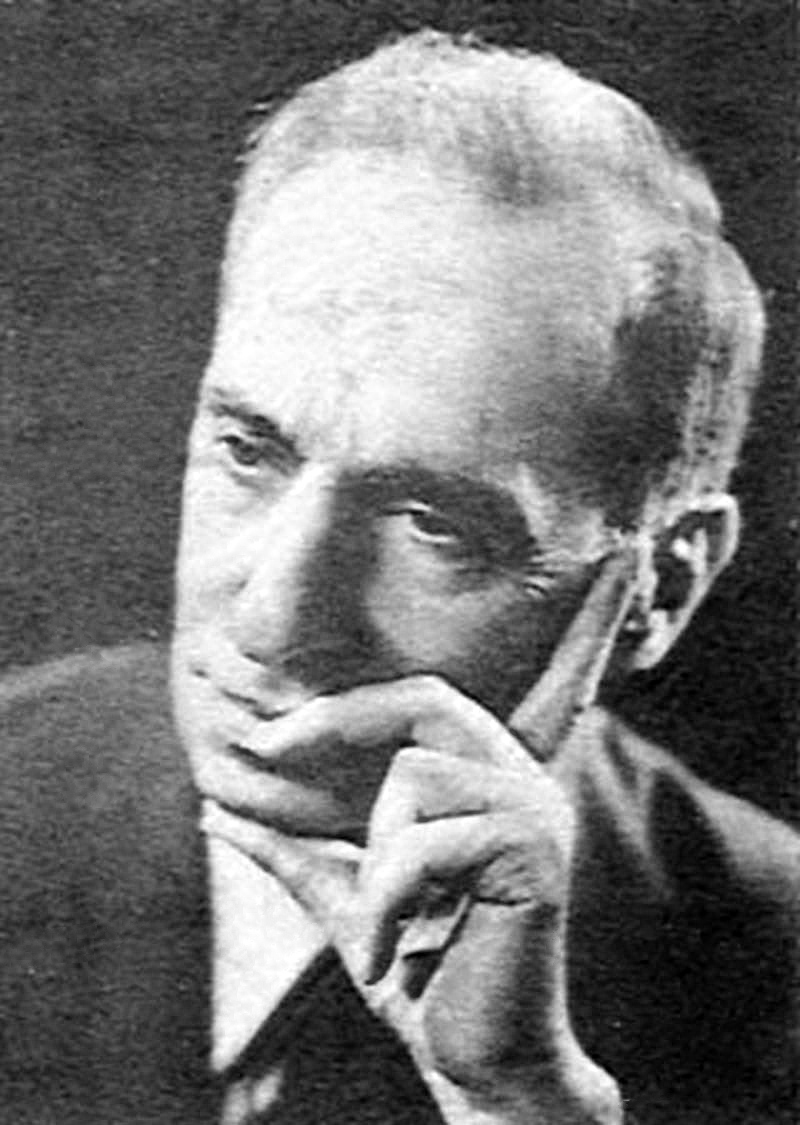
Michel Aflak – główny ideolog Partii Baas

Baas – Socjalistyczna Partia Odrodzenia Arabskiego (hizb al-baas al-arabi al-isztiraki) ma najstarszą doktrynę socjalizmu w świecie arabskim. Idee socjalistyczne były wprawdzie znane i rozwijały się już od początku dwudziestego stulecia, ale nie stanowiły one jakiegoś zwartego systemu, przynajmniej w tej formie i postaci, jak prezentowane przez Baas. Partia powstała w 1947 roku w Syrii z połączenia Partii Odrodzenia (hizb al-baas al-arabi), założonej cztery lata wcześniej przez młodych nauczycieli: Michela Aflaka i Salaha ad-Din al-Bitara, z Arabską Partią Socjalistyczną (hizb-al-arabi al-isztiraki) Akrama al-Hauraniego. Formalne połączenie obu partii nastąpiło w 1954 roku na drugim kongresie narodowym i od tego czasu partia nosi obecną nazwę.
Baas działała i działa współcześnie w wielu państwach arabskich. Obecnie sprawuje władzę w Syrii, gdzie przejęła ją na skutek zamachu stanu z 8 marca 1963. Partia Baas jako rządząca formacja de facto nie realizowała koncepcji Aflaka. W organizacji doszło do rywalizacji między skrzydłem radykalnym i umiarkowanym, na którą nakładały się konflikty wyznaniowe i ściśle personalne. Walka o władzę w Baas zakończyła się, gdy radykałowie baasistowscy zostali odsunięci od władzy wskutek zamachu stanu Hafiza al-Asada, który ogłosił zmianę ideologicznej orientacji kraju, odsuwając socjalizm na dalszy plan. Z czasem hasła baasistowskie straciły na znaczeniu, nawet w oficjalnej propagandzie państwowej, zastępowane przez coraz silniejszy kult samego Hafiza al-Asada. W latach 80. XX wieku całkowicie wycofano się z głoszenia haseł socjalistycznych, posługując się jedynie pojęciami solidarności społecznej i egalitaryzmu. Powtarzały się z kolei nawiązania do obrony przed Izraelem i innymi wrogami zewnętrznymi, a z czasem pojawiły się elementy podkreślające przywiązanie al-Asada do islamu. Obecnym prezydentem Syrii jest syn Hafiza, Baszszar (rządzi krajem od 2000 roku).
Partia w przeszłości sprawowała władzę także w Iraku. Baas po raz pierwszy objął władzę w tym kraju w lutym 1963. Po dziewięciu miesiącach wewnętrzne konflikty w organizacji doprowadziły jednak do jej odsunięcia od kierowania państwem. Drugi zamach stanu iraccy baasiści przeprowadzili w lipcu 1968. W ciągu kilku lat pełnię władzy w państwie zjednoczył w swoich rękach Saddam Husajn, który od 1979 posiadał pełnię władzy. Iraccy baasiści, dochodząc do władzy, kładli w swoim programie większy nacisk na realizację idei jedności arabskiej niż na budowę socjalizmu. Z czasem na znaczeniu wzrosły hasła religijne i w dalszej mierze narodowe. Saddam jako Przywódca Konieczności interpretował baasizm jako ideologię państwową niezależnie od jej pierwotnego brzmienia.

## Socjalizm w programie Frontu Wyzwolenia Narodowego (FLN) w Algierii
Choć idee lewicowe znane były w Algierii na długo przed rokiem 1962 – rokiem uzyskania niepodległości – to do tego czasu nie odgrywały w życiu politycznym tego kraju większego znaczenia. Już w 1920 roku powstała Komunistyczna Partia Algierii stanowiąca jednak do 1936 sekcję algierską Francuskiej Partii Komunistycznej, m.in. z racji statusu polityczno-prawnego Algierii (francuskie departamenty zamorskie). Później stała się partią autonomiczną, a jej działacze i członkowie aktywnie uczestniczyli w ruchu niepodległościowym, propagując zarazem w społeczeństwie algierskim swe idee. 
Z momentem wybuchu rewolucji algierskiej na scenie politycznej pojawiły się dwie nowe formacje: Armia Wyzwolenia Narodowego (Armée de la Libération Nationale, ALN) – jako ramię wojskowe, oraz Front Wyzwolenia Narodowego (Front de la Libétration Nationale, FLN, ar. al-Dżabha at-Taharrurija al-Watanija) – jako organ kierownictwa politycznego całego ruchu. Organizacje wyzwoleńcze zostały zasilone przez licznych działaczy socjalistycznych i lewicowo-nacjonalistycznych. Po zwycięstwie Algierczyków w wojnie z Francją na czele państwa stanął Ahmad Ben Bella będący liderem radykalnego skrzydła FWN. Prezydent w trakcie swoich rządów realizował lewicowy program polityczny, wzorując swoje reformy na tych dokonywanych w ówczesnym Egipcie. W polityce realizowanej przez Bellę występowały przy tym dość istotne różnice w porównaniu z modelem egipskim (sceptycyzm wobec ZSRR i panarabizmu). Rząd Algierii dużą wagę przywiązywał do polityki afrykańskiej. Bella wspierał ruchy antykolonialne w państwach Afryki, zaopatrywał i finansował między innymi rebeliantów walczących o niepodległość Angoli, PAIGC (grupę walczącą o niepodległość Gwinei Bissau i Wysp Zielonego Przylądka), antyapartheidowski Afrykański Kongres Narodowy a także działające poza Afryką Czarne Pantery (walczącą o prawa Afroamerykanów). 
Radykalne rządy Belli nie trwały w Algierii długo. W 1965 roku został on obalony w zamachu stanu przez Huariego Bumediena. Będący jednym z liderów FWN Bumedien zaczął wprowadzać gospodarkę w socjalistycznym stylu (Bella był zwolennikiem samorządności) i skupił się na uprzemysłowieniu kraju. W odróżnieniu od innych socjalistów arabskich nie orientował się na współpracę ze Związkiem Radzieckim utrzymując dobre stosunki zarówno z Układem Warszawskim, jak i NATO. Pozostawał radykalnym krytykiem proamerykańskich monarchii arabskich, Izraela, duchownych islamskich oraz kapitalizmu.

## Naseryzm: egipska forma socjalizmu

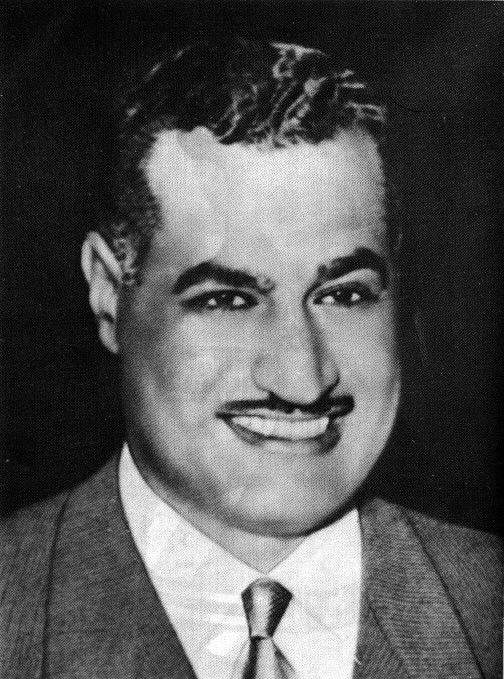
Gamal Abdel Naser, prezydent Egiptu w latach 1954-1970

Nazwy tych ruchów i ideologii związane są z nazwiskami dwóch kolejnych prezydentów Egiptu od obalenia monarchii króla Faruka w wyniku rewolucji 23 lipca 1952 Gamala Abdela Nasera (1954-1970) i Anwara as-Sadata (1970-1981). Pierwszy z prezydentów usiłował wprowadzić w Egipcie ustrój państwa zbliżony w pewnym stopniu do realnego socjalizmu. Wprowadził w Egipcie ustrój jednopartyjny, w którym dominującą pozycję osiągnęła Arabska Unia Socjalistyczna. Ideologia partii łączyła w sobie socjalizm z arabskim nacjonalizmem (z silnymi odwołaniami do narodu egipskiego). Arabska Unia Socjalistyczna w okresie rządów Nasera przeprowadziła szereg reform utrzymanych w lewicowym duchu. Wśród nich znalazła się nacjonalizacja banków, towarzystw ubezpieczeniowych i głównych gałęzi przemysłu. W ramach panarabizmu Naser dążył do politycznego zjednoczenia wszystkich Arabów, z jego inicjatywy utworzona została krótkotrwała Zjednoczona Republika Arabska, w skład której obok Egiptu weszły Syria i Jemen. System ideologiczny naseryzmu został nazwany przez historyka Paula Johnsona mieszanką poglądów marksistowskich, zachodniego liberalizmu i islamu.
Następca Nasera na stanowisku, as-Sadat cofnął wcześniej wyznaczony kurs. W gospodarce wprowadził na nowo elementy wolnego rynku oraz przeprowadził prywatyzację. Liberalna polityka as-Sadata doprowadziła do powstania partii i organizacji krytykujących nowego prezydenta z pozycji naserystowskich. Nowy prezydent z coraz większym sceptycyzmem podchodził do działających w kraju ruchów lewicowych cieszących się poparciem Nasera (w 1981 roku aresztował na przykład część działaczy Socjalistycznej Partii Pracy).
W trakcie trwania zimnej wojny Egipt pozostał neutralny, stając się jednym z założycieli Ruchu państw niezaangażowanych. Pomimo neutralności w okresie Nasera dość istotnym czynnikiem polityki zagranicznej było utrzymywanie bliskich relacji z krajami bloku wschodniego oraz silne tendencje antyizraelskie (wojna sześciodniowa i sponsorowanie bojówek palestyńskich). Kurs ten w pierwszych latach kontynuował as-Sadat, zrezygnował z niego jednak po 1970 roku na rzecz utrzymywania bliskich polityków ze Stanami Zjednoczonymi i pojednania z Izraelem (co wywołało niechęć do niego środowiska islamistycznego),